# Mike Colter
Mike Colter (Columbia, Carolina del Sud, 26 d'agost de 1976) és un actor nord-americà de cinema, televisió i teatre. Es va donar a conèixer després d'interpretar el personatge de Willie Little a la coneguda pel·lícula Million Dollar Baby. Actualment és conegut per interpretar Luke Cage a les sèries de televisió Jessica Jones, Luke Cage i The Defenders, ubicades dins l'univers cinematogràfic de Marvel. D'igual manera, és conegut per interpretar l'Spartan Jameson Locke al videojoc Halo 5: Guardians.

## Biografia

### Primers anys
Nascut a la ciutat nord-americana de Columbia (a l'estat de Carolina del Sud), va créixer a St. Matthews. Es va graduar a secundària per la Calhoun County High School d'aquesta localitat, on va ser conegut per ser un dels alumnes més destacats i amb més ambició. Després de graduar-se va passar un any al Benedict College de Columbia i seguidament va entrar a la Universitat de Carolina del Sud, on l'any 1999 va obtenir una llicenciatura en Teatre. Després va obtenir també un mestratge en Arts Escèniques per la Universitat Rutgers i el Mason Gross School of the Arts de New Brunswick (Nova Jersey).
L'any 2002 va fer el seu primer paper a la televisió, en un episodi de la sèrie ER emergències.

### Carrera
El 2004 va saltar a la fama després de donar-se a conèixer amb el seu primer paper cinematogràfic a la pel·lícula Million Dollar Baby, en què interpretava el paper del boxador Willie Little. Alhora destaca per haver aparegut en pel·lícules com Brooklyn Lobster, Silver Bells, And Then Came Love, Taking Chance, Salt, Homes de Negre III (Men in Black III) i Breakthrough. El 2022 va tenir una petita aparició al film d'acció sud-coreà Carter.
A la televisió també destaca després d'aparèixer a The Parkers, Law & Order: Trial by Jury, Law & Order: Criminal Intent, Law & Order: Special Victims Unit, Royal Pains, The Good Wife, Blue Bloods, Ringer, Criminal Minds, American Horror Story: Coven, Halo (sèrie de videojocs), Jessica Jones, The Following i Luke Cage.